# Novae
Novae era una fortezza legionaria romana della provincia della Moesia Inferior, attualmente Svištov, nel nord della Bulgaria.

## Storia
Situata lungo il limes danubiano, fu scelta da Claudio, dopo l'annessione della provincia di Tracia all'Impero romano, quale sede della fortezza legionaria della legio VIII Augusta.
Sotto l'imperatore Vespasiano fu sostituita dalla Legio I Italica. Si racconta, infatti, che dopo la vittoria finale nella guerra civile, Vespasiano disperse per tutto l'impero le legioni di Vitellio: la I Italica fu mandata in Mesia, dove il nuovo governatore, Gaio Fonteio Agrippa, la tenne impegnata in una guerra assieme ad altre legioni di Vitellio, di dubbia lealtà a Vespasiano. L'esercito romano-mesico subì una cocente sconfitta nell'inverno 69/70 per mano dei Sarmati che avevano invaso la provincia, e Agrippa fu ucciso in questa occasione. Dopo che il nuovo governatore Rubrio Gallo riuscì a scacciare i Sarmati dalla Mesia, le truppe, sia legioni che ausiliari, furono riorganizzate, e la I Italica fu spostata (o rimase) a Novae (Svištov, Bulgaria).
La legione rimase a Novae per secoli, come attestato dall'Itinerarium Antonini (221.4), dalla Geographia Ravennatis (187.7 e 189.10) e dalla Notitia dignitatum (Orientalis XL.30 e 31). Fu anche sede della Classis Moesica, riorganizzata all'epoca dei Flavi.
Nell'86 la provincia di Mesia fu divisa in superior ed inferior, e Novae, insieme a Durostorum, divenne una delle due basi legionarie della seconda delle due nuove province. Durante le guerre daciche di Domiziano (85-89), Novae sembra non subì gravi danni al suo impianto di fortificazioni, forse a testimonianza del fatto che le operazioni principali si svolsero nella parte più occidentale o orientale della provincia.
Un cambiamento molto più significativo si ebbe sotto Traiano, quando le vecchie costruzioni di legno e mattoni furono sostituiti da mura e baraccamenti in pietra. A parte le nuove mura difensive, il monumentale edificio del quartier generale (Principia) con la basilica e l'ospedale militare (valetudinarium), furono costruiti nel luogo dove sorgevano le terme romane di epoca Flavia. Durante la conquista della Dacia, nell'inverno del 101/102, il re dei Daci, Decebalo, ormai bloccato ad occidente, decise di passare al contrattacco, mirando soprattutto ad aprire un secondo fronte per dividere così le forze dell'esercito romano. Come era già successo nell'85, il re dace scelse di assalire la Mesia Inferiore, insieme agli alleati sarmati Roxolani (anch'essi rappresentati sulla Colonna), il cui re era un certo Susago. Le due armate passarono il fiume ma, pur riportando qualche successo iniziale, vennero tenute a bada dall'allora governatore, e abile generale, Manio Laberio Massimo, il quale riuscì anche a catturare la sorella del re dei Daci, come ben illustra la Colonna. Solo con l'arrivo dei rinforzi, capeggiati dallo stesso imperatore Traiano (rappresentato sulla Colonna nell'atto di raggiungere il fronte mesico su imbarcazioni della Classis moesica), le forze dei Daci e dei Roxolani furono fermate, e anzi subirono una pesante sconfitta, forse separatamente:
- i Daci in una località forse posta in relazione con il grande trofeo, eretto nel 107/108 ad Adamclisi nella Dobrugia;[13]
- i Roxolani presso la futura città di Nicopolis ad Istrum, fondata successivamente da Traiano per onorarne la vittoria,[14] forse dopo aver inutilmente assediato la fortezza legionaria di Novae. Traiano, infatti, memore dell'azione analoga avvenuta oltre quindici anni prima durante le campagne daciche di Domiziano, si era ben preparato a una simile mossa strategica da parte dei Daci.[15]

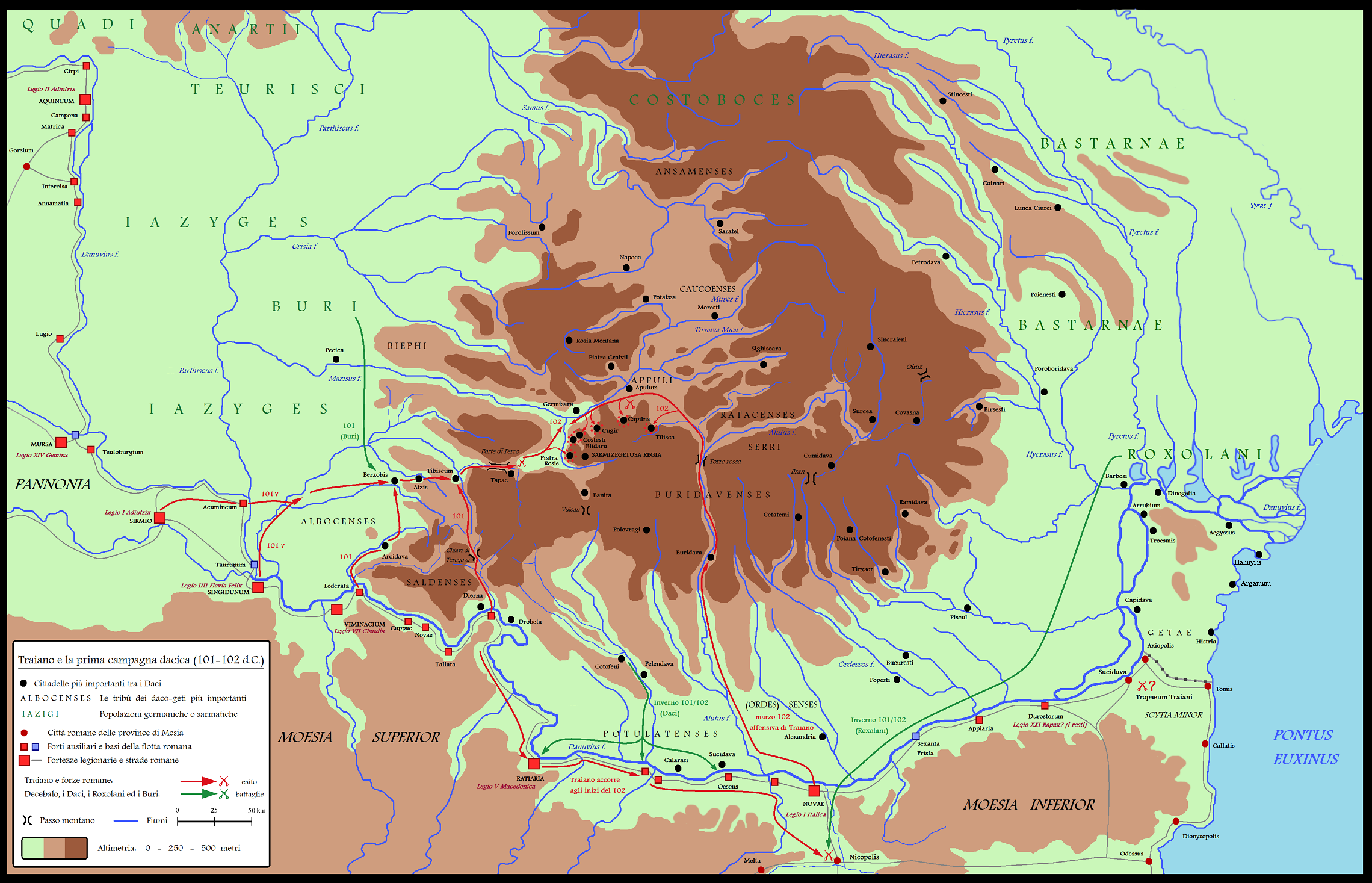
La campagna in Dacia di Traiano del 101 e 102.

L'offensiva di Traiano riprese nel mese di marzo; questa volta, l'avanzata prese avvio da più fronti.
La prima "colonna", attraversato il Danubio forse nel tratto di limes Oescus-Novae, proseguì lungo la valle dell'Aluta fino a raggiungere il passo sufficientemente ampio ed accessibile della Torre Rossa. L'avanzata delle altre due colonne avvenne in parallelo, probabilmente lungo le stesse direttrici seguite l'anno precedente (ossia attraverso le "Porte di ferro" e il passo delle Chiavi di Teregova). Il punto di ricongiungimento finale delle tre armate è individuato a una ventina di chilometri a nord-ovest di Sarmizegetusa Regia.
Decebalo, scosso dalla seconda sconfitta subita e soprattutto dall'avanzata contemporanea lungo tre fronti in una "manovra a tenaglia" che vedeva le truppe imperiali impossessarsi di numerose fortezze daciche, sempre più prossime alla capitale, inviò all'imperatore romano due ambascerie, ognuna con una richiesta di pace.
Mezzo secolo dopo la conquista della vicina Dacia, è possibile che durante il periodo degli Antonini la legione controllasse la zona oltre il fiume Yantra. I tempi più prosperi per Novae e per tutta la provincia, sembra furono durante la dinastia dei Severi. Non a caso è di questo periodo la splendida villa costruita a ovest del castrum legionario, nell'area delle canabae, che potrebbe essere stata la residenza del legatus legionis.
Nel corso della sua lunga storia Novae fu visitata da diversi imperatori romani, tra cui Traiano (98-117), Adriano (117-138), Caracalla (198-217) e lo stesso imperatore Massimino il Trace (235-238) potrebbe essere nato a Novae.
Nel 249 Decio, proclamato imperatore dalle armate pannonico-mesiche, si diresse in Italia, portando con sé buona parte delle truppe di confine, e presso Verona riuscì a battere l'esercito di Filippo l'Arabo, che morì insieme a suo figlio. Ma l'aver sguarnito le difese dell'area balcanica permise, ancora una volta, a Goti e Carpi di riversarsi nelle province di Dacia, Mesia inferiore e Tracia. Sembra infatti che i Goti, una volta passato il Danubio ghiacciato, si divisero in due colonne di marcia. La prima orda si spinse in Tracia fino a Filippopoli (l'odierna Plovdiv), dove assediarono il governatore Tito Giulio Prisco; la seconda, più numerosa (si parla di ben settantamila uomini) e comandata da Cniva, si spinse in Mesia inferiore, fino sotto le mura di Novae.

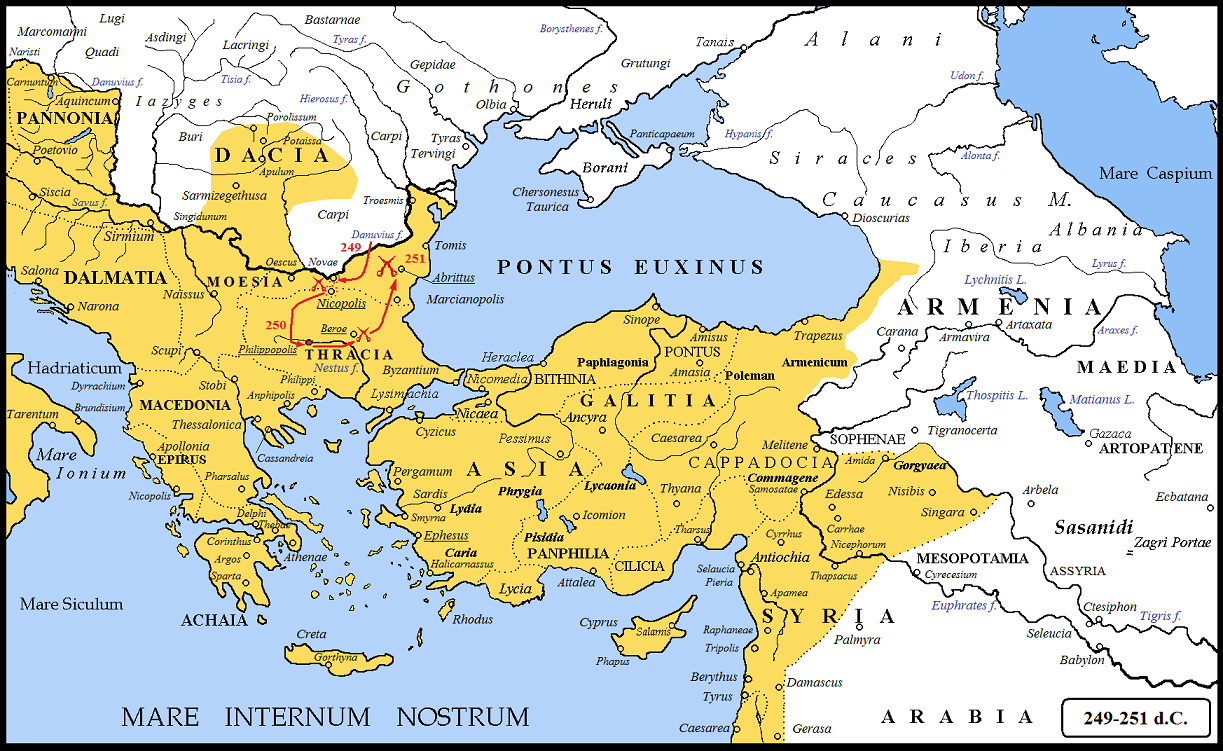
Invasioni dei Carpi e Goti di Cniva negli anni 249-251.

L'anno successivo, nel 250, Decio fu costretto a fare ritorno sulla frontiera del basso Danubio, per affrontare l'invasione compiuta l'anno precedente dei Goti di Cniva. Si trattava di un'orda di dimensioni fino ad allora mai viste, coordinata inoltre con i Carpi che assalirono la provincia di Dacia. Cniva, respinto da Treboniano Gallo presso Novae, condusse le sue armate sotto le mura di Nicopoli. Frattanto Decio, venuto a conoscenza della difficile situazione in cui si trovava l'intero fronte balcanico-danubiano, decise di accorrere personalmente: prima di tutto sconfisse e respinse dalla provincia dacica i Carpi, tanto che all'imperatore furono tributati gli appellativi di "Dacicus maximus", e "Restitutor Daciarum" ("restauratore della Dacia"). L'imperatore era ora deciso a sbarrare la strada del ritorno ai Goti in Tracia e ad annientarli per evitare potessero ancora riunirsi e sferrare nuovi attacchi futuri, come narra Zosimo. Lasciato Treboniano Gallo a Novae, sul Danubio, riuscì a sorprendere ed a battere Cniva mentre questi stava ancora assediando la città mesica di Nicopoli. Le orde barbariche riuscirono però ad allontanarsi e, dopo aver attraversato tutta la Penisola balcanica, attaccarono la città di Filippopoli. Decio, deciso ad inseguirli, subì però una cocente sconfitta presso Beroe Augusta Traiana (l'attuale Stara Zagora). La sconfitta inflitta a Decio fu tanto pesante da impedire all'imperatore non solo la prosecuzione della campagna, ma soprattutto la possibilità di salvare Filippopoli che, caduta in mano ai Goti, fu saccheggiata e data alle fiamme.
A partire da questa data Novae fu sistematicamente attaccata dai barbari. La linea orientale delle nuove mura difensive furono ingrandite per altri 10 ettari, per poter essere di rifugio anche per i civili che abitavano nei dintorni dell'accampamento militare.
Con il IV secolo, quando la legione fu divisa in vari distaccamenti, pronti ad occupare forti e fortini, molti edifici militari furono sostituiti con edifici civili all'interno del vecchio castrum. E così le canabae e la base legionario diventarono un tutt'uno. La Notitia dignitatum indica, infatti, che all'inizio del V secolo la I Italica faceva la guardia ad entrambe le sponde del Danubio, con fortezze a Novae e dall'altra parte del fiume a Sexagintaprista, per il tratto della Mesia inferiore. Nuove strade, poi, con ai lati dei marciapiedi furono costruiti, utilizzando iscrizioni in pietra. Il nuovo insediamento era molto più povero, con costruzioni in mattoni secchi.

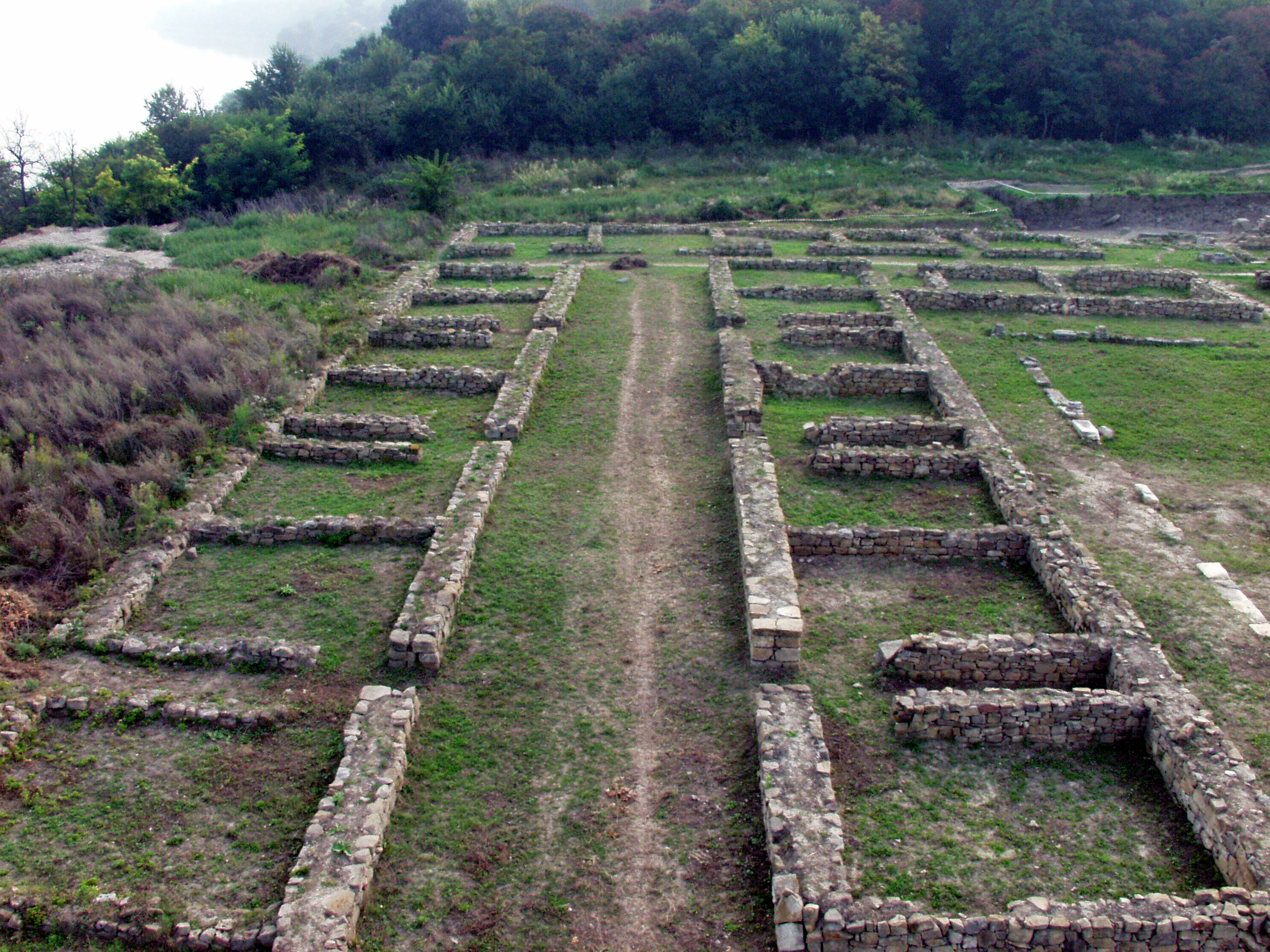
Valetudinarium (ospedale militare) di Novae

Sotto il regno dell'imperatore Zenone (V secolo), tribù barbare conquistarono la città e Teodorico il Grande, signore degli Ostrogoti ne fece la capitale del suo regno. Nel 441 Novae venne ancora una volta distrutta, questa volta dagli Unni di Attila, ed abbandonata definitivamente dalla legione. Sotto Giustiniano I (527-565) la città fu ricostruita e fortificata in tal modo da poter essere chiamata la "Ravenna dell'Est"; la città divenne anche un importante porto sul Danubio. Nel tardo V secolo-inizi del VI secolo Novae fu sede vescovile.
A partire dal VII secolo divenne sede e quartier generale delle armate bizantine che combatterono gli Avari e gli Slavi. L'Imperatore Maurizio nel corso delle sue campagne balcaniche, nel 594 silurò Prisco in favore del proprio inesperto fratello Pietro. Questi, dopo qualche fallimento iniziale, tenne la posizione, sconfiggendo le orde slave a Marcianopoli e pattugliando il Danubio tra Novae e il Mar Nero. Verso la fine di agosto, attraverso il Danubio presso Securisca, a ovest di Novae, e si aprì la strada combattendo fino al fiume Helibacia, mandando a monte i preparativi degli Slavi per nuove incursioni a scopo di saccheggio.
Vent'anni più tardi, nel decennio 610-619 le cronache tornano a parlarci di continui saccheggi un po' ovunque lungo il Danubio. Città come Justiniana Prima e Salona dovettero soccombere a questi attacchi devastanti. Non si sa di preciso in che periodo una data area venisse sommersa dalla marea slava ma alcuni eventi singoli emergono dalle nebbie di questo periodo; la distruzione di Novae dopo il 613, la conquista di Naissus e Serdica e la distruzione di Justiniana Prima nel 615; e ancora, tre assedi di Thessalonica (610?, 615 e 617), la battaglia di Eraclea sulle sponde del Mar di Marmara nel 619, raid di pirati slavi su Creta nel 623 e lo stesso assedio di Costantinopoli tre anni dopo. Dal 620 in avanti, l'archeologia ci parla chiaramente di insediamenti slavi all'interno dei Balcani ormai spopolati.
Novae è menzionata in diciassette antiche fonti letterarie partendo da Claudio Tolomeo (circa 100-178) e includendo la Notitia dignitatum (IV/V secolo) e la Notitia Episcopatuum (IX e X secolo). È probabilmente scolpita sulla Colonna Traiana, che commemora la supremazia di questo imperatore sui Daci. È inoltre indicata sulla più antica mappa conservata dell'Impero romano la Tabula Peutingeriana.

## Archeologia del sito

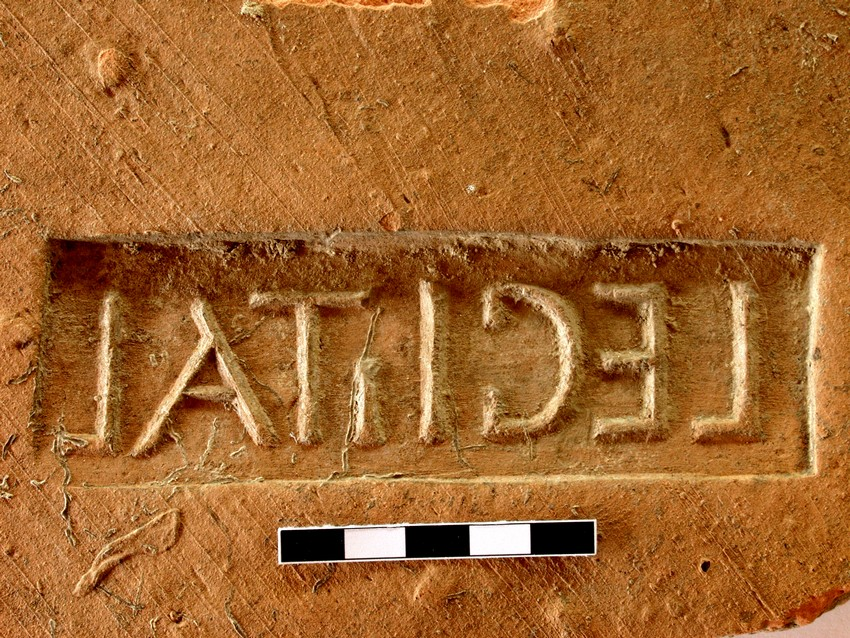
Tegula della legio I Italica rinvenuta presso Novae.

Dal 1960 un gruppo di ricerca polacco con la collaborazione dell'Accademia delle Scienze di Bulgaria opera sul sito.
Il centro civile (canabae) si estendeva nella parte occidentale e meridionale dell'antica base legionaria, coprendo un'area di 70-80 ettari durante il periodo del principato. Durante il periodo Tardo Impero romano la città copriva ora quasi tutti i 18 ettari della ex-base legionaria, oltre a 20-30 ettari delle ex-canabae, oltre ad altri 10 ettari del recinto orientale.
Un altro piccolo centro civile (vicus) è stato localizzato oltre 2 km a est dell'accampamento militare, nel luogo chiamato Ostrite Mogili. Indagini archeologiche del terreno hanno evidenziato un insediamento di ca. 15 ettari, esistente al tempo del principato. Qui ci sarebbero state numerose officine del vetro, mentre lungo le strade che uscivano dalla base legionaria, sono state rinvenute numerose necropoli (ad ovest, est e sud). Circa 2 km a sud della fortezza è stato, infine, individuato un tempio dedicato a Liber Pater (divinità orientale), fuori dalle mura orientali della fortezza.
Una delle villae fu posta sul sito dove sorgeva l'antico ospedale militare (secondo recenti scavi). Molte vetrerie sono stati trovate negli scavi archeologici, sia in città, così come nei dintorni. La villa sembra che continuò ad esistere fino alle invasioni gotiche del 376-382.
Con il VI secolo la nuova cattedrale fu costruita ad ovest della vecchia sede legionaria. L'ultimo periodo di prosperità fu durante il regno di Giustiniano (527-565), quando le mura difensive furono ricostruite e rinforzate, ma gli attacchi degli Slavi e degli Avari posero fine all'esistenza della città antica. Nel IX-XI secolo erano rimasti solo la chiesa e un cimitero, nella parte occidentale della città.